# Парк „Бранителите на Стара Загора“
Парк „Бранителите на Стара Загора“ (преди Чадър могила) е парк в Стара Загора. Разположен е в източната част на града върху площ от 1400 дка. Централно място в парка заема Мемориален комплекс „Бранителите на Стара Загора“, изграден на възвишение, обградено от борова гора.
През месец септември 1875 г. това място е сборен пункт на старозагорските въстаници, а през Освободителната война е команден пункт на боя за Стара Загора (19 – 31 юли 1877 година).
Паркът е ежегоден театър за провеждане на Молитвата за Стара Загора (по повод боевете за защитата на града, опожаряването и избиването на гражданите му), възстановки на боевете и отбелязване на 3-ти март с шествие от града до върха на паметника на 300-метров трибагреник.

## Мемориален комплекс
Централно място в парка заема висок 50-метров монумент – Мемориален комплекс „Бранителите на Стара Загора“, включен в списъка на Стоте национални туристически обекта на Българския туристически съюз. Открит е на 30 юли 1977 година по случай 100-годишнината от битката при Стара Загора.
Трите последователни тераси, като мост между миналото, настоящето и бъдещето, свързват отделните композиционни части от комплекса:
- конструкцията на развятото знаме, в чиито основи е положена костница
- фигурите на шестима опълченци и руски офицер на вечна стража
- площад, от който тръгват 100 стъпала, символизиращи отбелязването на един век след героичните и трагични събития на това място[6]